# Playlouder
Playlouder é uma companhia de música digital do Reino Unido, sendo um dos mais populares sites de música alternativa do país. Também é possível ler notícias e conteúdo a respeito de música. O site também exibe o festival de música de Glastonbury desde 2000.